# Pericyma antica
Pericyma antica är en fjärilsart som beskrevs av Walker 1865. Pericyma antica ingår i släktet Pericyma och familjen nattflyn. Inga underarter finns listade i Catalogue of Life.